# Amit Ivri
Amit Ivri –también escrito como Amit Ivry, en hebreo, עמית עברי– (Eilat, 2 de septiembre de 1989) es una deportista israelí que compitió en natación. Ganó una medalla de bronce en el Campeonato Europeo de Natación de 2012, en la prueba de 100 m mariposa.

## Palmarés internacional
| Campeonato Europeo | Campeonato Europeo | Campeonato Europeo | Campeonato Europeo |
| Año                | Lugar              | Medalla            | Prueba             |
| ------------------ | ------------------ | ------------------ | ------------------ |
| 2012               | Debrecen (Hungría) | Medalla de bronce  | 100 m mariposa     |